# سایبس (کنفرانس)
سایبُس (به انگلیسی: Sibos)(که قبلاً به عنوان سمینار عملیات بانکی بین‌المللی سوئیفت شناخته می‌شد) رویداد برتر خدمات مالی در جهان است. این کنفرانس سالانه، نمایشگاه، رویداد شبکه توسط سوئیفت برای صنعت مالی سازماندهی می‌شود و سالانه در سراسر جهان در شهرهای بزرگ برگزار می‌شود. سایبُس هزاران رهبر کسب و کار، تصمیم گیرندگان و کارشناسان موضوعات صنعت خدمات مالی را از سراسر این اکوسیستم گرد هم می‌آورد. سخنرانان پیشرو در صنعت و جلسات کنفرانس، شرکا و چندین رویداد شبکه، سایبُس را به پلتفرمی عالی برای شکل‌دادن به آینده این بخش تبدیل کرده‌است.

## تاریخ
اولین سایبُس در سال ۱۹۷۸ در بروکسل برگزار شد و از آن زمان در چندین شهر اروپایی مانند آمستردام، کپنهاگن، برلین و هلسینکی و همچنین شهرهای دیگر (مانند بوستون و تورنتو) در آمریکای شمالی و سیدنی در استرالیا برگزار شده‌است. در سال‌های اخیر، در کشورهایی از آسیا و اقیانوسیه مانند چین، ژاپن، سنگاپور، امارات، استرالیا و غیره نیز به‌طور منظم برگزار شده‌است. این کنفرانس به‌طور متوسط سالانه بیش از ۷۰۰۰ شرکت کننده از سراسر جهان به نمایندگی از صنعت خدمات مالی دارد. بیشترین مشارکت در کنفرانس ۲۰۱۹ در لندن بود که حدود ۱۱۵۰۰ شرکت کننده داشت.
افرادی که در بازارهای مالی در سراسر جهان کار می‌کنند به عنوان شرکت کنندگان و غرفه داران برای بحث در مورد موضوعات مرتبط با صنعت مالی شرکت می‌کنند. موضوعات در هر سال متفاوت است، اما تمام موضوعات به اکوسیستم مالی جهانی در زمینه‌های پرداخت، اوراق بهادار، مدیریت ریسک، نوآوری، و مدیریت پول نقد و تجارت مرتبط است.
| سال  | مکان                     | منطقه         | تاریخ              | توضیحات |
| ---- | ------------------------ | ------------- | ------------------ | --- |
| ۱۹۷۸ | بلژیک، بروکسل            | اروپا         |                    | سوئیفت پنج سال پس از تأسیس خود، اولین "سایبُس" را با ۳۰۰ شرکت کننده سازماندهی می‌کند تا ارتباط خود را با پایگاه کاربران رو به رشد خود حفظ کند. |
| ۱۹۷۹ | هلند، آمستردام           | اروپا         |                    | |
| ۱۹۸۰ | دانمارک، کپنهاگن         | اروپا         |                    | |
| ۱۹۸۱ | آلمان، دوسلدورف          | اروپا         |                    | |
| ۱۹۸۲ | آمریکا، واشینگتن، دی. سی | آمریکای شمالی |                    | |
| ۱۹۸۳ | سوئیس، مونترو            | اروپا         |                    | |
| ۱۹۸۴ | اسپانیا، بارسلونا        | اروپا         |                    | |
| ۱۹۸۵ | بریتانیا، برایتون        | اروپا         |                    | |
| ۱۹۸۶ | فرانسه، نیس              | اروپا         |                    | |
| ۱۹۸۷ | کانادا، مونترال          | آمریکای شمالی |                    | |
| ۱۹۸۸ | اتریش، وین               | اروپا         |                    | |
| ۱۹۸۹ | سوئد، استکهلم            | اروپا         |                    | |
| ۱۹۹۰ | آلمان، برلین             | اروپا         |                    | |
| ۱۹۹۱ | هنگ کنگ، هنگ کنگ         | آسیا          |                    | اولین سایبُس در آسیا |
| ۱۹۹۲ | بلژیک، بروکسل            | اروپا         |                    | |
| ۱۹۹۳ | سوئیس، ژنو               | اروپا         |                    | |
| ۱۹۹۴ | آمریکا، بوستون           | آمریکای شمالی |                    | |
| ۱۹۹۵ | دانمارک، کپنهاگن         | اروپا         |                    | |
| ۱۹۹۶ | ایتالیا، فلورانس         | اروپا         |                    | |
| ۱۹۹۷ | استرالیا، سیدنی          | اقیانوسیه     |                    | |
| ۱۹۹۸ | فنلاند، هلسینکی          | اروپا         |                    | |
| ۱۹۹۹ | آلمان، مونیخ             | اروپا         |                    | |
| ۲۰۰۰ | آمریکا، سان فرانسیسکو    | آمریکای شمالی |                    | |
| ۲۰۰۱ | سنگاپور، سنگاپور         | آسیا          |                    | پس از حملات ۱۱ سپتامبر لغو شد |
| ۲۰۰۲ | سوئیس، ژنو               | اروپا         |                    | |
| ۲۰۰۳ | سنگاپور، سنگاپور         | آسیا          |                    | |
| ۲۰۰۴ | آمریکا، آتلانتا          | آمریکای شمالی |                    | |
| ۲۰۰۵ | دانمارک، کپنهاگن         | اروپا         |                    | |
| ۲۰۰۶ | استرالیا، سیدنی          | اقیانوسیه     |                    | |
| ۲۰۰۷ | آمریکا، بوستون           | آمریکای شمالی |                    | |
| ۲۰۰۸ | اتریش، وین               | اروپا         | ۱۵–۱۹ سپتامبر      | |
| ۲۰۰۹ | چین، هنگ کنگ             | آسیا          | ۱۴–۱۸ سپتامبر      | |
| ۲۰۱۰ | هلند، آمستردام           | اروپا         | ۲۵–۲۹ اکتبر        | بزرگ‌ترین سایبُس تا آن لحظه با ۸۹۰۰ نماینده، که اکنون در لندن ۲۰۱۹ پیشی گرفته‌است.                                                              |
| ۲۰۱۱ | کانادا، تورنتو           | آمریکای شمالی | ۱۹–۲۳ سپتامبر      | بزرگ‌ترین سایبُس در قاره آمریکا تا به امروز با ۷۶۰۰ نماینده                                                                                    |
| ۲۰۱۲ | ژاپن، اوزاکا             | آسیا          | ۲۹ اکتبر-۱ نوامبر  | بزرگ‌ترین سایبُس در آسیا و اقیانوسیه تا به امروز با ۶۲۵۰ نماینده                                                                               |
| ۲۰۱۳ | امارات متحده عربی، دبی   | خاورمیانه     | ۱۶–۱۹ سپتامبر      | |
| ۲۰۱۴ | آمریکا، بوستون           | آمریکای شمالی | ۲۹ سپتامبر-۲ اکتبر | |
| ۲۰۱۵ | سنگاپور، سنگاپور         | آسیا          | ۱۲–۱۵ اکتبر        | |
| ۲۰۱۶ | سوئیس، ژنو               | اروپا         | ۲۶–۲۹ اکتبر        | ۸۳۰۰ نماینده از ۱۵۸ کشور |
| ۲۰۱۷ | کانادا، تورنتو           | آمریکای شمالی | ۱۶–۱۹ اکتبر        | |
| ۲۰۱۸ | استرالیا، سیدنی          | اقیانوسیه     | ۲۲–۲۵ اکتبر        | ۷۵۰۰ شرکت‌کننده |
| ۲۰۱۹ | بریتانیا، لندن           | اروپا         | ۲۳–۲۶ سپتامبر      | بیشترین حضور با ۱۱۵۰۰ نماینده |
| ۲۰۲۰ | آمریکا، بوستون           | آمریکای شمالی | ۵–۸ اکتبر          | به دلیل کووید-۱۹ لغو شد و سپس با یک رویداد دیجیتالی جایگزین شد                                                                               |
| ۲۰۲۱ | سنگاپور، سنگاپور         | آسیا          | ۱۱–۱۴ اکتبر        | به دلیل کووید-۱۹ با یک رویداد دیجیتالی جایگزین شد                                                                                            |
| ۲۰۲۲ | هلند، آمستردام           | اروپا         | ۱۰–۱۳ اکتبر        | |